# 와일드 건맨
《와일드 건맨》는 닌텐도가 제작한 라이트 건 게임이다. 본래 닌텐도가 비디오 게임 산업에 진출하기 이전 요코이 군페이가 설계해 1974년 출시한 전기기계공학 아케이드 게임으로서 처음 등장했다. 이후 1984년 비디오 게임 형식으로 개발돼 패밀리 컴퓨터 플랫폼으로 발매됐다. 북미 지역에서는 NES 재퍼 주변기기와 함께 패밀리 컴퓨터 동시출시작으로서 발매됐다.

## 역사

### 원작 (1974)
'와일드 건맨'은 본래 닌텐도의 요코이 군페이가 설계한 오락실용 전기기계공학 장치로, 16mm 필름을 사용하는 영사막와 전자총으로 이뤄진 놀이기구였다. 일본에서는 1974년 출시됐으며, 미국에선 1976년 4월 24일 발매됐다.

### 비디오 게임판 (1984)
닌텐도는 오락실 전기기계 장치를 만화영화풍 그래픽을 사용한 비디오 게임 형태로 다시 개발해 출시했다. 일본에서 1984년 처음 발매됐다.

## 같이 보기
- 《덕 헌트》

## 참조

### 주해
1. ↑  영어: Wild Gunman, 언어 오류(): ワイルドガンマン